# Aperileptus tricinctus
Aperileptus tricinctus är en stekelart som beskrevs av Förster 1871. Aperileptus tricinctus ingår i släktet Aperileptus och familjen brokparasitsteklar. Inga underarter finns listade i Catalogue of Life.